# Plomodiern
Plomodiern település Franciaországban, Finistère megyében. Lakosainak száma 2254 fő (2022. január 1.). Plomodiern Cast, Châteaulin, Dinéault, Ploéven és Saint-Nic községekkel határos.

## Népesség
A település népességének változása:
| Lakosok száma | 2099 | 1963 | 1912 | 2122 | 2148 | 2101 | 2136 | 2245 | 2245 | 2254 |
|               | 1968 | 1982 | 1990 | 2006 | 2013 | 2015 | 2017 | 2019 | 2020 | 2022 |